# تالمسینگ
تالمسینگ (به آلمانی: Thalmässing) یک شهر در آلمان است که در روت واقع شده‌است.